# Маруджо
Маруджо (італ. Maruggio, сиц. Maruggiu) — муніципалітет в Італії, у регіоні Апулія,  провінція Таранто.
Маруджо розташоване на відстані близько 470 км на схід від Рима, 110 км на південний схід від Барі, 33 км на південний схід від Таранто.
Населення — 5394 особи (2014).
Щорічний фестиваль відбувається 13-14 липня. Покровитель — san Giovanni Battista.

## Демографія
Населення за роками:

Станом на 1 січня 2023 року в муніципалітеті офіційно проживали 152 іноземці з 28 країн, серед них 50 громадян країн Євросоюзу та 2 громадяни України.

## Сусідні муніципалітети
- Мандурія
- Торричелла
- Сава